# يو إف سي ليلة القتال: مورينو ضد رويفال 2
يو إف سي ليلة القتال: مورينو ضد رويفال 2 (بالإنجليزية: UFC Fight Night: Moreno vs. Royval 2)‏ هو حدث لفنون القتال المختلطة نظمته يو إف سي، أُقيم في 24 فبراير 2024، على أرينا مكسيكو سيتي في مدينة مكسيكو، المكسيك.